# Vrucht van de Geest

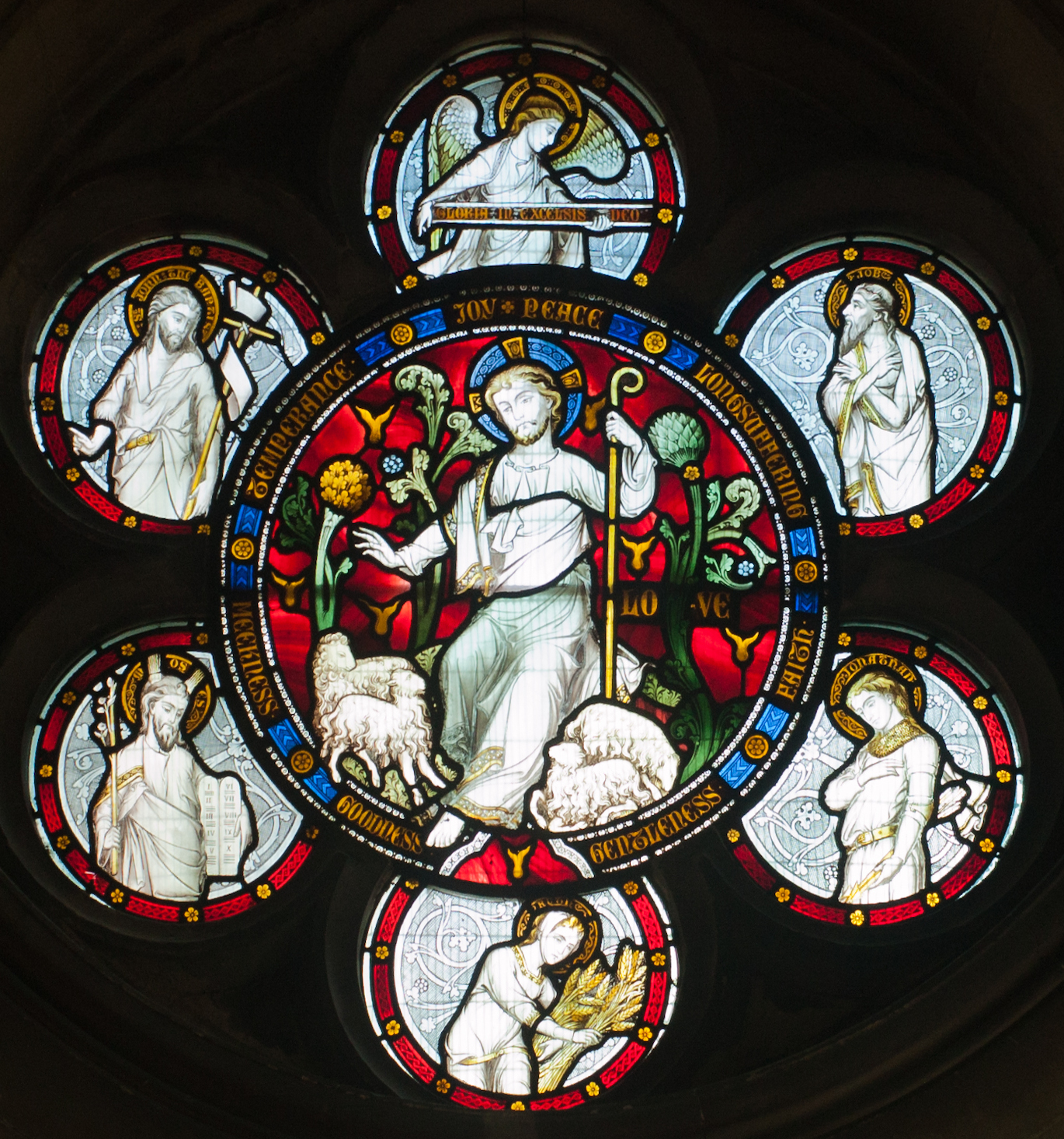
Iers glas-in-loodraam met verwijzingen naar de vrucht van de Heilige Geest

De vrucht van de Heilige Geest is een bijbels begrip uit het Nieuwe Testament. Het wordt door de apostel Paulus genoemd in Galaten 5:22–23 en speelt een rol in de christelijke ethiek.

## Gebruik in de Brief aan de Galaten
Binnen het vijfde hoofdstuk van de Brief aan de Galaten thematiseert de schrijver de relatie tussen "vlees", de oorspronkelijke zondige natuur van de mens en "geest", de werking van de Heilige Geest bij de wedergeborene mens.
Hij argumenteert dat christenen vrij zijn van de Joodse wet, en dat deze vrijheid betekent dat het vrijwillig uitoefenen van naastenliefde een teken van geloof is en tot rechtvaardigheid leidt. Het "vlees" staat hierbij in de weg. Om dit te specificeren volgt ten eerste een optelling van "werken van het vlees" en aansluitend een beschrijving van de "vrucht van de Geest":
"16 Maar ik zeg: Wandel door de Geest en u zult zeker de begeerte van het vlees niet volbrengen. 17 Want het vlees begeert tegen de Geest in, en de Geest tegen het vlees in; en die staan tegenover elkaar, zodat u niet doet wat u zou willen. 18 Als u echter door de Geest geleid wordt, bent u niet onder de wet. 19 Het is bekend wat de werken van het vlees zijn, namelijk overspel, hoererij, onreinheid, losbandigheid, 20 afgoderij, toverij, vijandschappen, ruzie, afgunst, woede-uitbarstingen, egoïsme, onenigheid, afwijkingen in de leer, 21 jaloersheid, moord, dronkenschap, zwelgpartijen, en dergelijke; waarvan ik u voorzeg, zoals ik ook al eerder gezegd heb, dat wie zulke dingen doen, het Koninkrijk van God niet zullen beërven. 22 De vrucht van de Geest is echter: liefde, blijdschap, vrede, geduld, vriendelijkheid, goedheid, geloof, zachtmoedigheid, zelfbeheersing. 23 Daartegen richt de wet zich niet."
In deze versie van de vulgaat geeft de tekst 12 vruchten op :  "22 But the fruit of the Spirit is, charity, joy, peace, patience, benignity, goodness, longanimity,  23 Mildness, faith, modesty, continency, chastity." Douai-Reims bible

## De negen vruchten
|   | Grieks                   | Latijn (vulgaat) | Statenvertaling 1637 | Herziene Statenvertaling 2010 |
| - | ------------------------ | ---------------- | -------------------- | ----------------------------- |
| 1 | ἀγάπη (agápe)            | caritas          | liefde               | liefde                        |
| 2 | χαρὰ (chará)             | gaudium          | blijdschap           | blijdschap                    |
| 3 | εἰρήνη (eiréne)          | pax              | vrede                | vrede                         |
| 4 | μακροθυμία (makrothymía) | longanimitas     | lankmoedigheid       | geduld                        |
| 5 | χρηστότης (chrestótes)   | bonitas          | goedertierenheid     | vriendelijkheid               |
| 6 | ἀγαθωσύνη (agathosýne)   | benignitas       | goedheid             | goedheid                      |
| 7 | πίστις (pístis)          | fides            | geloof               | geloof                        |
| 8 | πραΰτης (praýtes)        | modestia         | zachtmoedigheid      | zachtmoedigheid               |
| 9 | ἐγκράτεια (enkráteia)    | continentia      | matigheid            | matigheid                     |

## Sint-Thomas van Aquino
Sint Thomas van Aquino geeft de lijst van twaalf vruchten van de Heilige Geest expliciet in Summa Theologiae, Prima Secundae, Quaestio 70, Artikel 3. De vruchten zijn: liefde, vreugde, vrede, geduld, lankmoedigheid, goedheid, vriendelijkheid, zachtmoedigheid, trouw, bescheidenheid, zelfbeheersing en kuisheid. Hij rechtvaardigt deze lijst door de werking van de Heilige Geest in de ziel te verbinden met een driedelige ordening (innerlijk, naar de naaste, naar lagere zaken). 
Baltimore Catechism geeft Twaalf vruchten (Vraag 186). : "186. Q. Which are the twelve fruits of the Holy Ghost? A. The twelve fruits of the Holy Ghost are Charity, Joy, Peace, Patience, Benignity, Goodness, Long-suffering, Mildness, Faith, Modesty, Continency, and Chastity" Baltimore catechism
Dit maakt de lijst van twaalf vruchten typisch katholiek, in tegenstelling tot de negen vruchten die vaker in protestantse kringen worden benadrukt.

## Betekenis in de ethiek
De uiting van de vrucht van de Heilige Geest wordt gebruikt door sommige christenen die willen onderzoeken of ze op het goede spoor zitten, het spoor dat God heeft bedoeld. Wanneer hun handelen leidt tot zo veel mogelijk van deze vrucht, dan geeft dat een bevestiging van hun gedrag. Men streeft ernaar zo veel mogelijk van deze vrucht te benutten als voorbeeld voor en ten dienste van anderen.